# 中央流行疫情指揮中心
中央流行疫情指揮中心（ちゅうおうりゅうこうえきじょうしきちゅうしん、略称：疫情指揮中心、英語：Central Epidemic Command Center、英略称：CECC）は非常時に中華民国（台湾）の衛生福利部国家衛生指揮中心（英語：National Health Command Center、英略称：NHCC）の下に設立する伝染病（感染症）の監視、防疫政策の策定および促進、感染症の予防と管理に必要な政策を担当する。常設の部署ではなく、防疫政策の必要に応じて都度設置される。日本の報道では『中央感染症指揮センター』、あるいは『中央流行疫情指揮センター』と意訳されることもある。

## 歴史

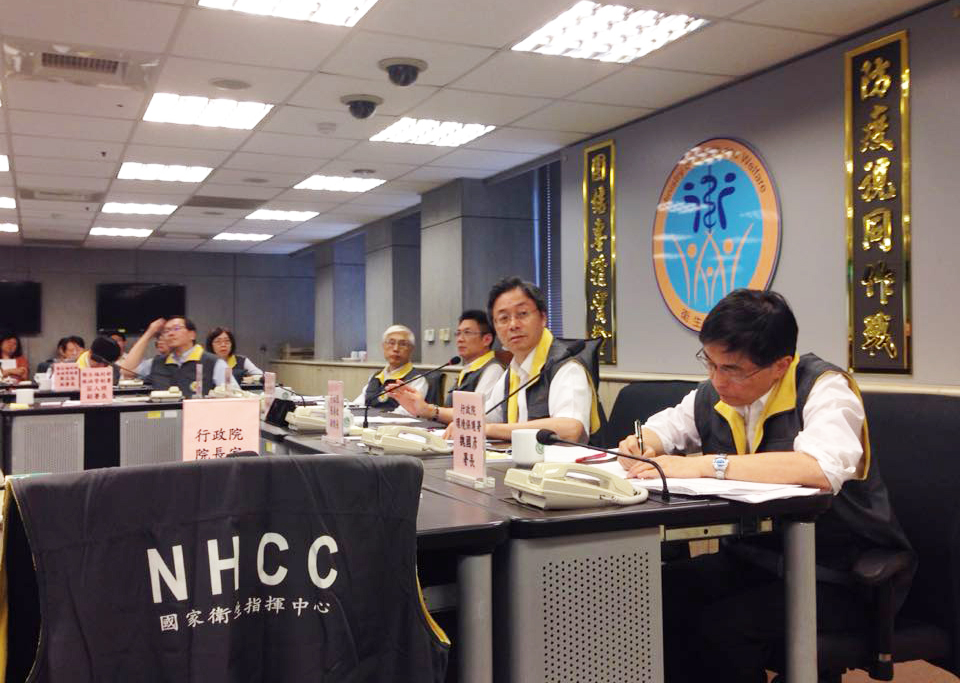
デング熱でNHCC会議に出席した行政院副院長張善政（2015年9月16日）

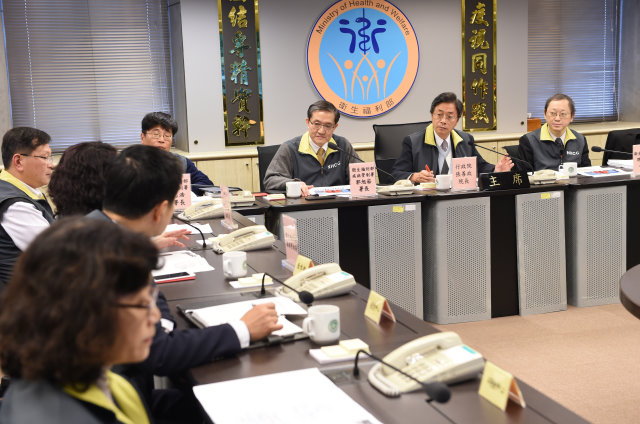
ジカ熱の法定伝染病指定に伴い発足したNHCC会議に出席した張善政（2016年2月2日）

2005年1月18日、行政院衛生署（衛生福利部の前身）によりそれまでの「生物病原災害中央災害応変中心（対感染性病原体）」、「反生物恐怖攻撃指揮中心（対バイオテロ）」、「中央流行疫情指揮中心」などを束ねる国家衛生指揮中心が設置され、その中核組織として指揮中心が機能を果たすことになる。

### A型インフルエンザ
H1N1亜型
2009年4月28日、H1N1亜型による2009年新型インフルエンザの世界的流行に伴い、行政院は衛生署署長葉金川を総指揮官とする指揮中心を設置した。
H7N9亜型
2013年4月、H7N9亜型による鳥インフルエンザが中国大陸で流行した際に設置され、疾病管制署（CDC）署長の張峰義が指揮官となっている

### デング熱
2015年9月、台南市を中心にデング熱が蔓延し、国内感染者が1万人に迫った際に設立。

### ジカウイルス
2016年2月、中南米でジカウイルスによるジカ熱の流行が確認され、WHOがジカ熱流行を国際的に懸念される公衆衛生上の緊急事態(PHEIC, public health emergency of international concern) を宣言した翌日に政府はジカ熱を法定伝染病に指定、CDCは署長の郭旭崧を指揮官とする対策センター（茲卡病毒指揮中心）を発足させた。

### COVID-19

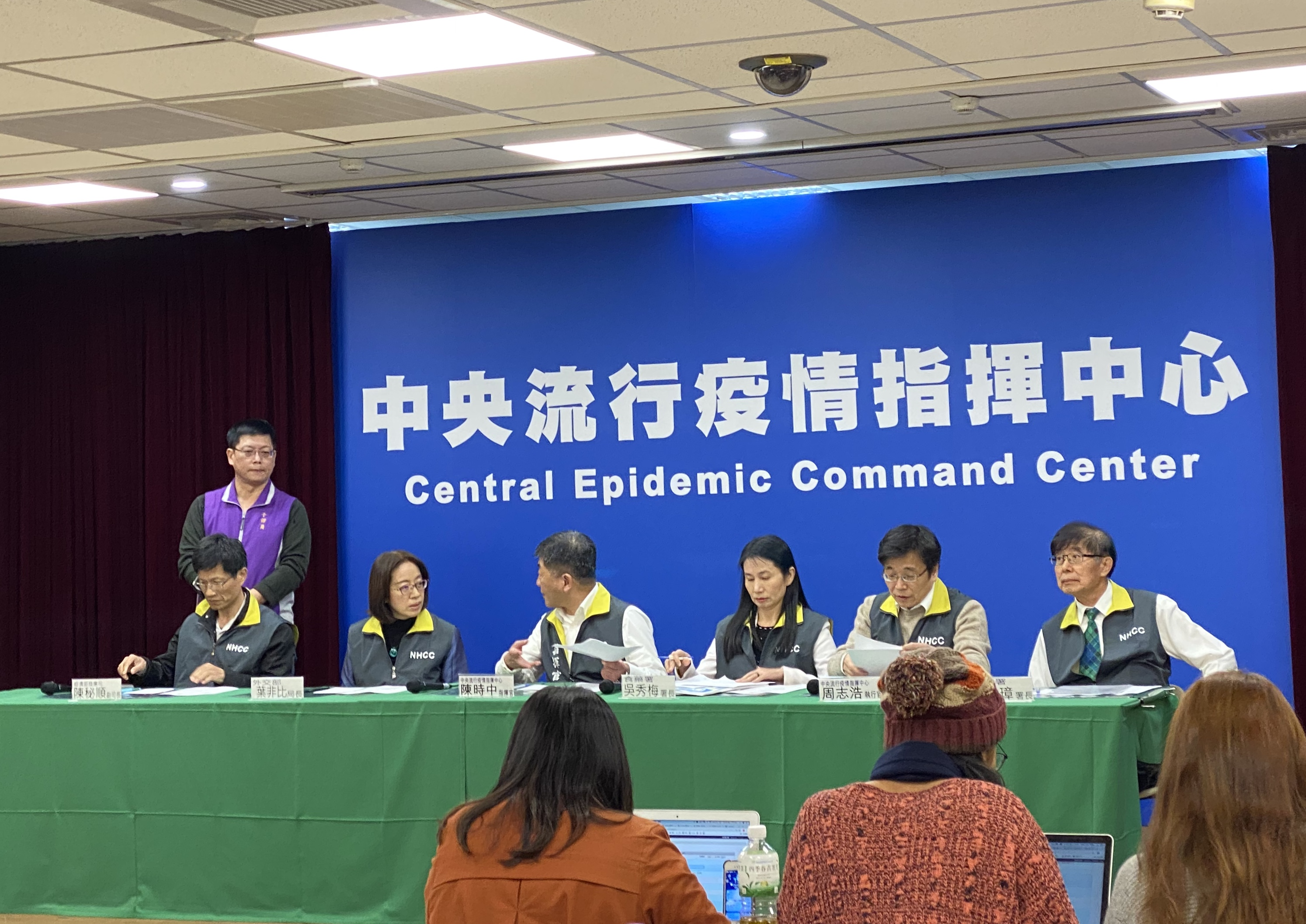
中央流行疫情指揮中心の記者会見（2020年2月16日）

2020年1月20日、新型コロナウイルスの発生に伴い防疫レベル3級（海外での感染事案に対応）の「厳重特殊感染性肺炎中央流行疫情指揮中心」が組織され、疾病管制署（CDC）署長であった周志浩が指揮官となり、その後23日には（国内の感染事案発生に対応する）2級への格上げで衛生福利部部長の陳時中が新指揮官となった。世界規模での感染が認められた2月末に1級へ再昇格。3月9日に副指揮官が任命され、内部組織が強化された。国内感染者ゼロが2ヶ月近く経過した6月にCECCは男子卓球選手江宏傑（福原愛の夫）を「防疫新生活」のイメージキャラクターに起用した。

## 厳重特殊感染性肺炎中央流行疫情指揮中心の構成人員
組はチームに相当。
- 指揮官

1. 周志浩（CDC署長）：2020年1月20日 - 23日
2. 陳時中（衛生福利部（衛福部）部長）：2020年1月23日 - 2022年7月17日
3. 王必勝：（衛生福利部附属医療及社会福利機構管理会（中国語版）執行長→衛福部次長）2022年7月18日[16] -

- 副指揮官 - 陳宗彦（中国語版）（内政部次長）
- 専門家会議招集人 - 張上淳（中国語版、英語版）（国立台湾大学副学長、医学部教授）
- （前進指揮所） - 2021年1月に院内感染が発生した衛生福利部桃園医院（中国語版）内に設置された臨時支部で、院内感染制圧を直接指揮する。その指揮官には医療応変組の副組長を務める王必勝が任命された[17]。

| 組名            | 組長 | 副組長 | 任務 |
| --------------- | --- | --- | --- |
| 疫情監測組      | 周志浩●（衛福部疾病管制署（CDC）署長）                                                                  | - 谷瑞生（外交部研究設計委員会主任） - 劉定萍（微生物学者、CDC疫情中心主任）                                                              | 国内および海外の流行状況監視と国際交流。                                                                         |
| 辺境検疫組      | 陳宗彦（内政部次長）                                                                                    | - 鍾景琨（内政部移民署副署長） - 何麗莉（CDC検疫組組長） - 蔡志儒（大陸委員会法政処処長）                                                 | 入国、国境管理および検疫対策。                                                                                   |
| 社区防疫組      | - 何啟功●（衛福部次長、2020年8月退任） - 薛瑞元●（衛福部政務次長）：2022年7月18日より衛生福利部長へ昇格 | - 莊人祥●（CDC副署長） - 林清淇（内政部民政司長） - 王英偉●（衛福部国民健康署署長）                                                       | 地域別、家庭検疫と隔離追跡、在宅医療、心理カウンセリング、その他の業務。                                         |
| 医療応変組      | - 薛瑞元●（衛福部次長） - 石崇良●（衛福部常務次長）                                                     | - 羅一鈞●（感染症学者、CDC副署長） - 李伯璋（衛福部健保署長） - 王必勝（衛生福利部附属医療及社会福利機構管理会執行長）：2022年7月17日まで | 感染症の予防と治療の医療ネットワーク、検疫所、大規模な入院と治療、およびその他の感染管理事項の管理。             |
| 研発組          | 梁賡義●（国家衛生研究院院長）                                                                           | - 呉秀梅（衛福部食品薬物管理署署長） | 迅速なスクリーニング試薬、ワクチン、医薬品の研究開発、疫学予測、肺炎の流行研究ネットワークとデータベースの確立。 |
| 資訊組 (情報組) | 簡宏偉（行政院資安処長）                                                                                | - 龐一鳴●（衛福部資訊処処長） | 流行情報 |
| 行政組          | 鄭舜平（衛福部主任秘書）                                                                                | - 鄧如秀（CDC主任秘書） - 李濠松（法務部検察司副司長）                                                                                    | 伝染病の予防、虚偽の情報の調査および関連する事柄に関連する法制度                                                 |
| 新聞宣導組      | 高遵（行政院新伝処長）                                                                                  | - 曹凱玲（CDC公関主任） | 流行防止プロモーション、民衆諮詢、政府のマーケティング戦略                                                       |
| 法務組          | 陳明堂（法務部次長）                                                                                    | | 民衆法務諮詢 |

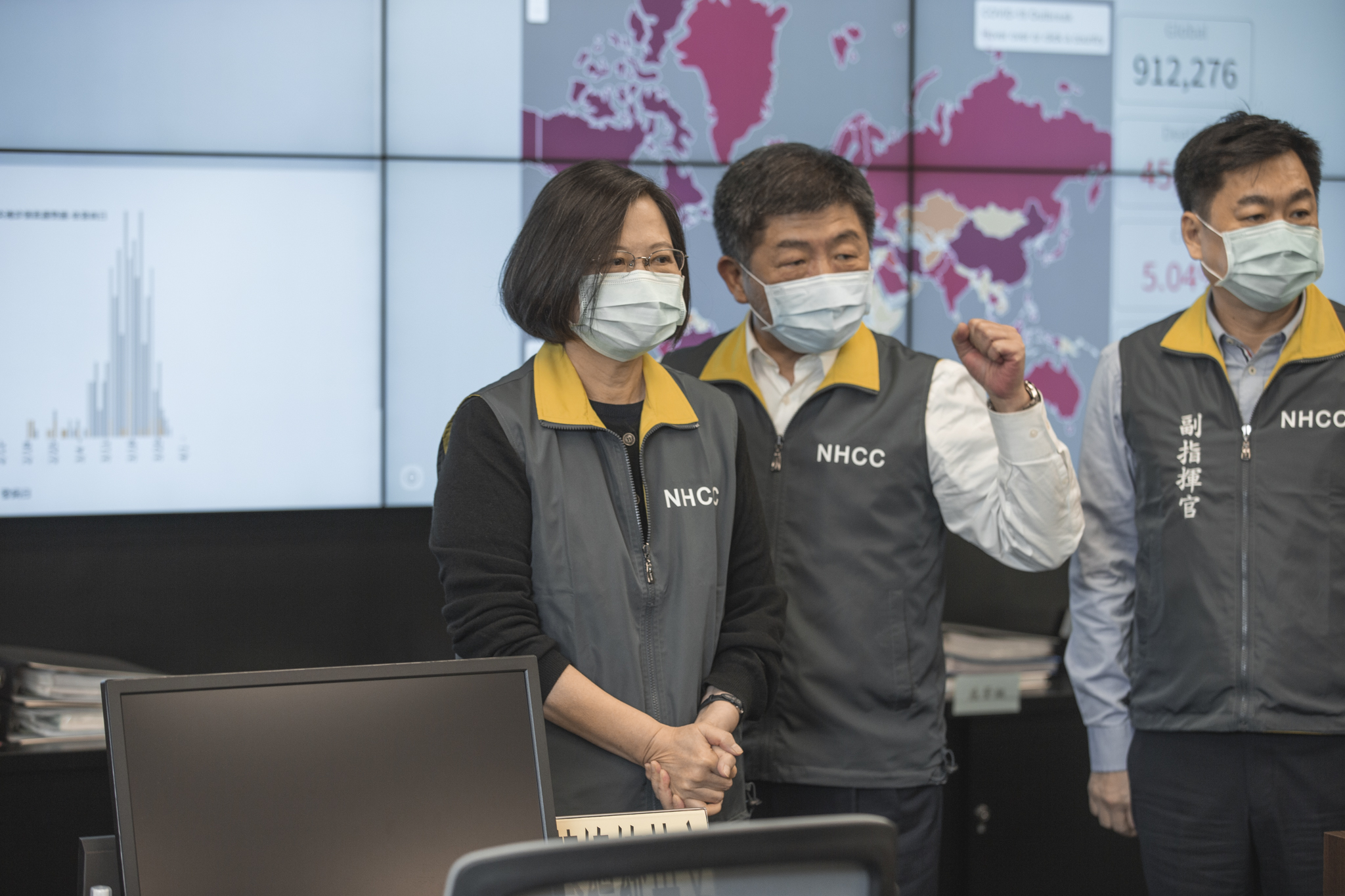
左から蔡英文（総統）、陳時中、陳宗彦
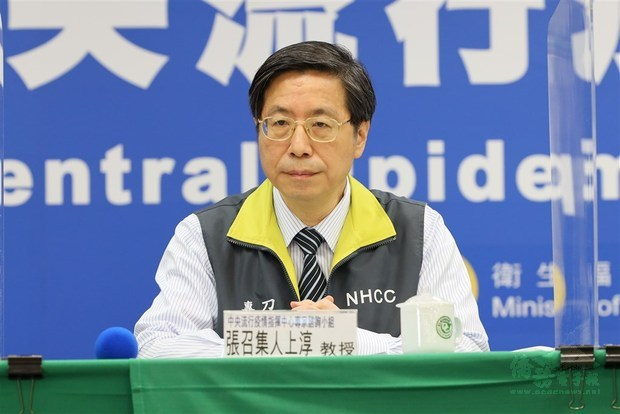
張上淳
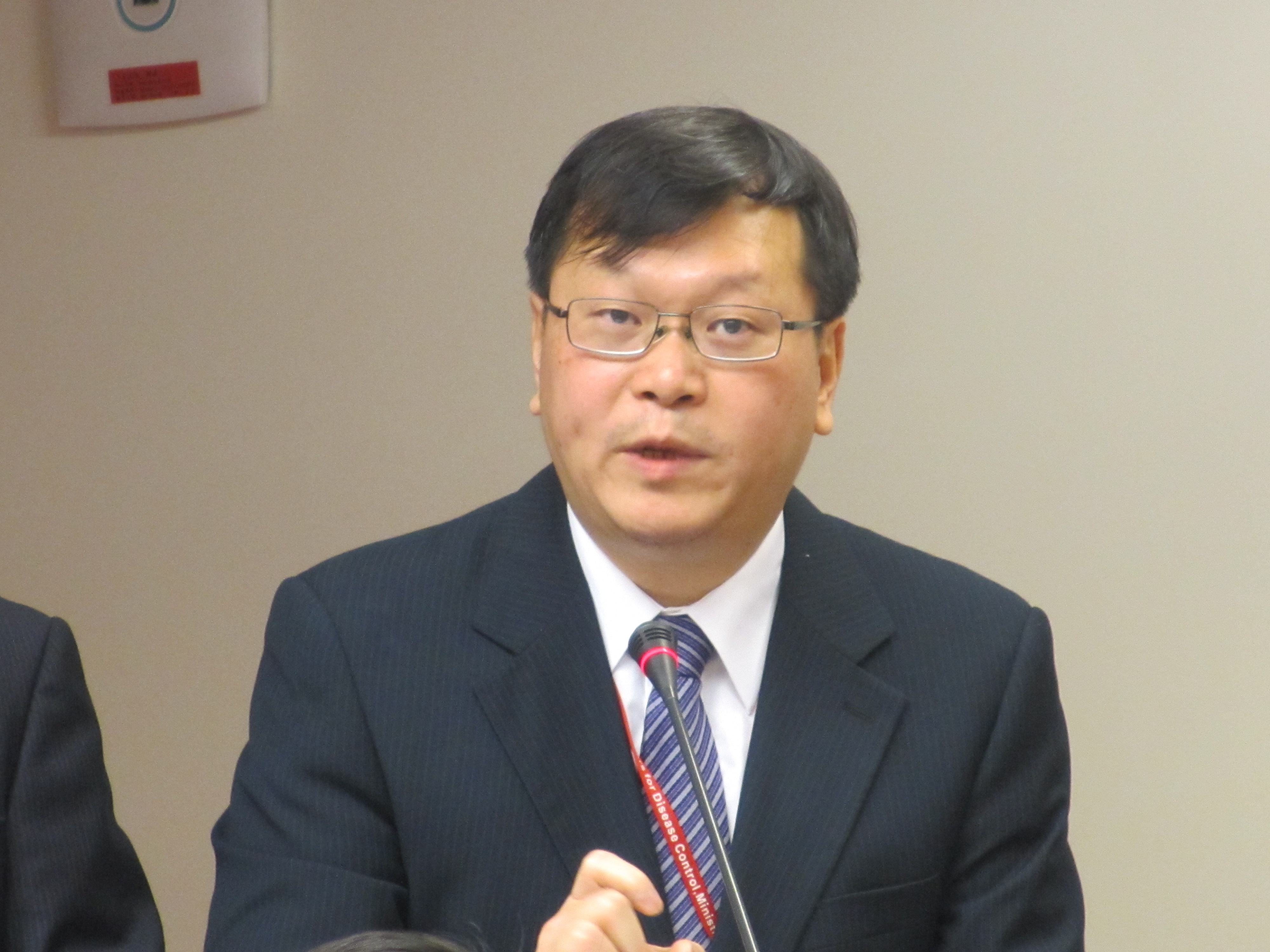
荘人祥
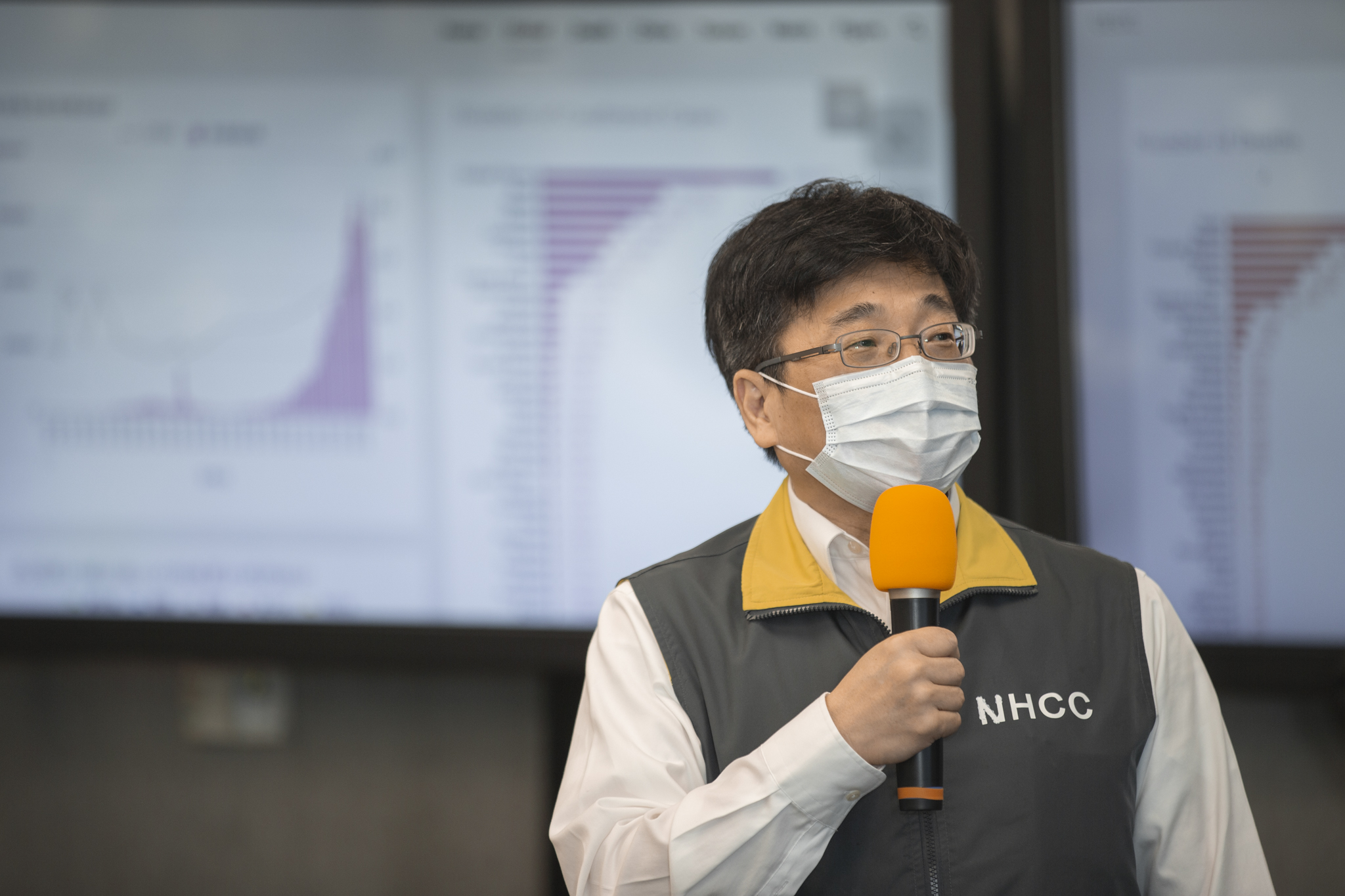
周志浩
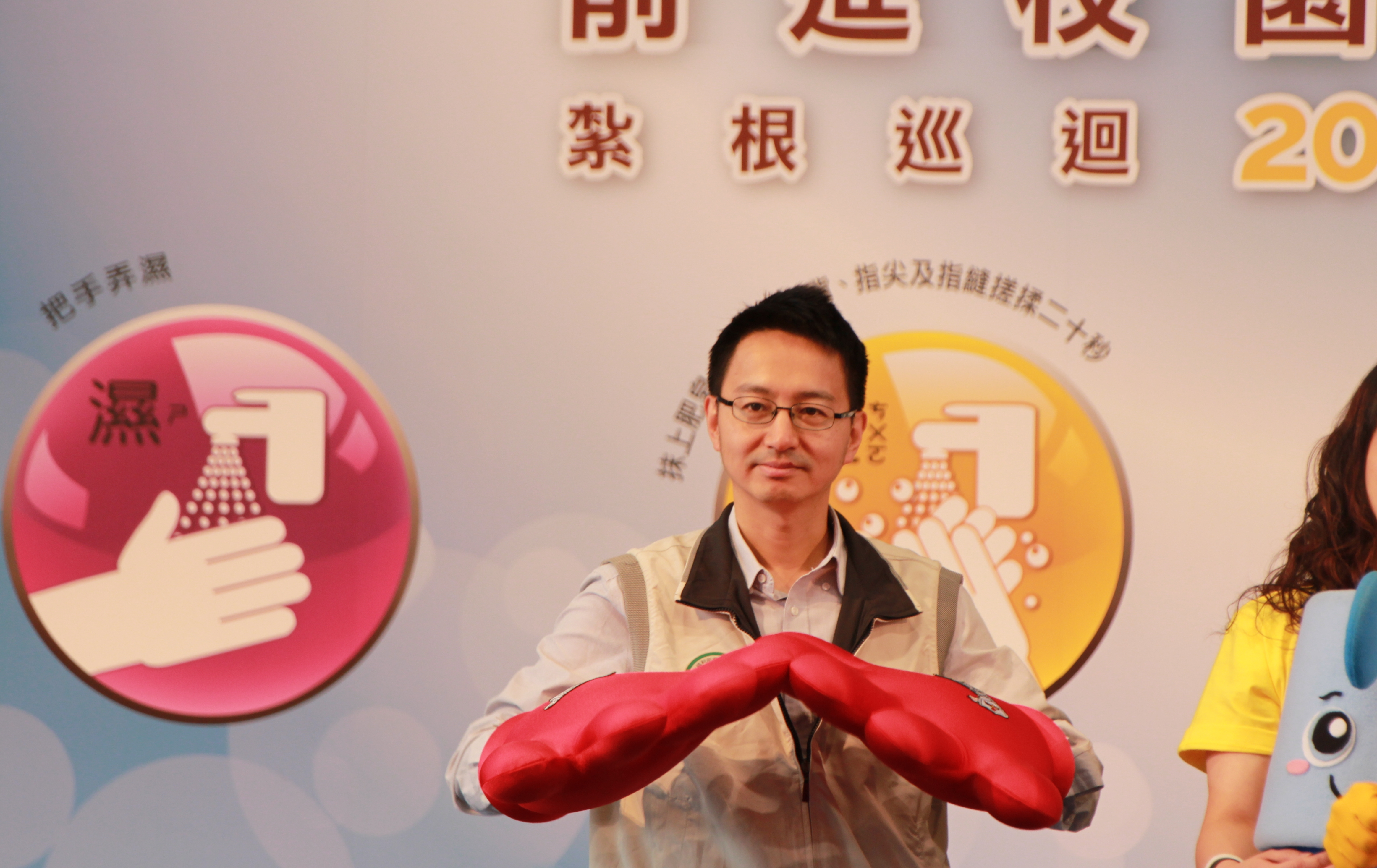
羅一鈞
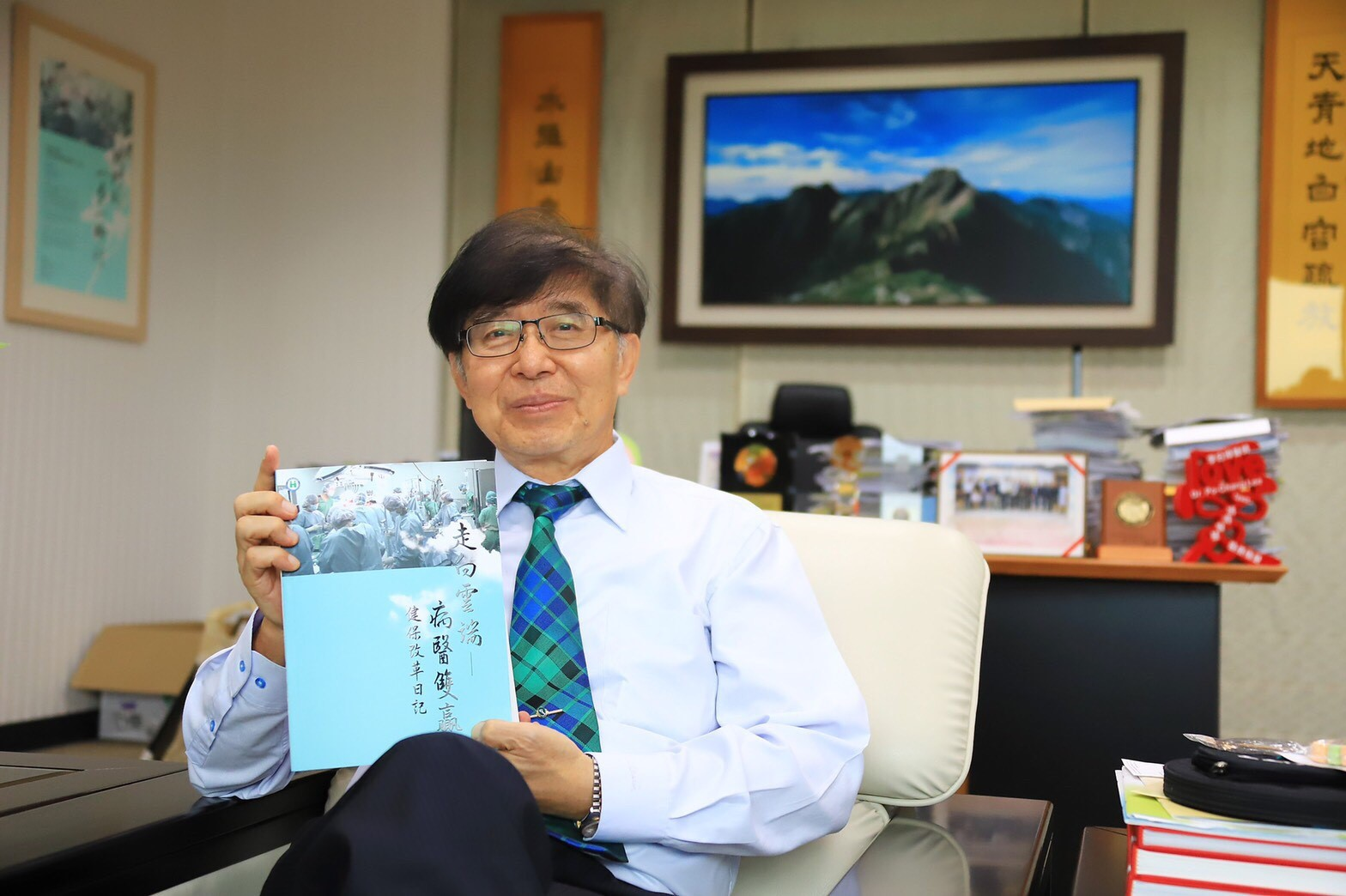
李伯璋

### 国内での評価
指揮中心では1月の正式発足後6月上旬まで毎日欠かさず記者会見を開いていたことから、主要メンバーは「阿中、阿中部長、鋼鉄部長」（陳時中）、「護国神鈞」（羅一鈞）、「淳淳、教授」（張上淳）、「祥祥」（荘人祥）、「浩浩」（周志浩）などと愛称で呼ばれるようになり、陳時中、張上淳、荘人祥、周志浩の4人組は「流星花園」出演ユニットになぞらえて『F4』、または陳宗彦とCDC副署長の羅一鈞いずれかを加えた5人組を男性ロックバンド「五月天（メイデイ）」になぞらえて『防疫五月天』と呼ばれるようになった。批踢踢（PTT。台湾最大のインターネット掲示板）で2019年末に転載されていた武漢の感染状況の投稿を発見した署員の通報から即座に防疫政策に反映させたCECC最年少の羅一鈞は『防疫界のコナン（柯南）』の異名で知られるようになった。
2020年5月、民間シンクタンクの新台湾国策智庫が発表した世論調査結果では閣僚兼CECC指揮官の陳時中に対する支持率が93%に、CECCが統括した政府の防疫政策全般についても91%が満足と回答した。
総統蔡英文は自身の2期目（15代総統）就任式典に閣僚続投となる陳時中以外の防疫五月天とCDC副署長の羅一鈞ら現場職の人員の出席を要請した。

### 国外からの評価
2020年3月、ジャーナル・オブ・ジ・アメリカン・メディカル・アソシエーション（JAMA）にCECCの対策が紹介された。（原文）
2020年6月、日本政府の専門家会議に参加していた尾身茂は台湾の準備態勢を「優等生」と評価した。